# Лі Юн Чжі
Лі Юн Чжі (кор. 이윤지) — південнокорейська акторка.

## Біографія
Народилася 15 березня 1984 року в столиці Республіки Корея місті Сеул.
Наприкінці вересня 2014 року Лі Юн Чжі одружилася зі своїм давнім другом, стоматологом Чон Хан Улем. У 2015 та 2020 роках народила доньок.

## Кар'єра
Акторську кар'єру розпочала у 2003 році другорядною роллю в четвертому сезоні ситкому «Нонстоп». У 2004 році дебютувала в кіно другорядною роллю в фільмі жахів «Мертвий друг». У наступні кілька років Юн Чжі багато знімалась в телесеріалах різних жанрів. У 2010 році вона дебютувала на театральній сцені в корейській адаптації американської п'єси «Доказ». Наступного року Юн Чжі виконала головну роль в романтичній комедії «Пари». Підвищенню популярності Юн Чжі сприяла одна з головних ролей в популярному серіалі вихідного дня «Родина Ван» 2013 року. Далі були одні з головних ролей в кримінальному серіалі «Доктор Фрост» та романтично-комедійній драмі «Клуб покинутих дівчат».

## Фільмографія

### Телевізійні серіали
| Рік       | Назва                                       | Роль                                   | Мережа |
| --------- | ------------------------------------------- | -------------------------------------- | ------ |
| 2003      | «Нонстоп 4»                                 | Лі Юн Чжі                              | MBC    |
| 2004      | «Балада ріки Хан»                           | Юн Да Йон                              | MBC    |
| 2005      | «Привіт мій вчителю»                        | На Сон Чже                             | SBS    |
| 2005      | «Сестри моря»                               | Сон Чхун Хї                            | MBC    |
| 2006      | «Палац»                                     | принцеса Хьомьон                       | MBC    |
| 2006      | «Чисті серцем»                              | Пак Юн Чон                             | KBS1   |
| 2007      | «Будь на моєму боці»                        | Со Ин Чжу                              | MBC    |
| 2008      | «Великий король Седжон»                     | королева Сохьон                        | KBS1   |
| 2008      | «Весна, весна, весна»                       | Хьо Ин                                 | KBS1   |
| 2009      | «Діти небес»                                | Юн Са Ран                              | SBS    |
| 2009      | «Повертаючись до землі»                     | О Йон Ї                                | MBC    |
| 2010      | «Джон та Ругальда двоє незайманих подружжя» | Лі Сун Ї / Ругальда                    | PBC    |
| 2010      | «Сімейство кульбаб»                         | Пак Хьо Вон                            | MBC    |
| 2011      | «Одержимі мрією»                            | Ші Кьон Чжін                           | KBS2   |
| 2011      | «Кінцева зупинка» (спеціальна драма)        | Йон Су                                 | KBS2   |
| 2012      | «Друге серце короля»                        | Лі Че Сін                              | MBC    |
| 2012      | «Великий провидець»                         | Бан Я                                  | SBS    |
| 2013      | «Агентство знайомств: Сірано»               | Ма Че Ін (гість, 1-3 серії)            | tvN    |
| 2013      | «Родина Ван»                                | Ван Кван Бек                           | KBS2   |
| 2014      | «Що ж це за кохання» (спеціальна драма)     | Йон Су                                 | KBS2   |
| 2014      | «Доктор Фрост»                              | Сон Сан                                | OCN    |
| 2015      | «Клуб покинутих дівчат»                     | Чан Хва Йон                            | tvN    |
| 2016-2017 | «Людина, яка дарує щастя»                   | Ім Ин Хї                               | MBC    |
| 2017      | «Революційна любов»                         | камео, 1 серія                         | tvN    |
| 2018      | «Третій шарм»                               | Пек Чу Ран                             | JTBC   |
| 2022      | «Надзвичайна юристка У»                     | Чхве Чі Су (камео, 13, 14 та 16 серії) | ENA    |

### Фільми
| Рік  | Назва                                | Роль   |
| ---- | ------------------------------------ | ------ |
| 2004 | «Мертвий друг»                       | Ин Чон |
| 2011 | «Епізод Х3» (короткометражний фільм) | Рей    |
| 2011 | «Пари»                               | Є Йон  |
| 2012 | «992» (короткометражний фільм)       |        |
| 2022 | «Доброго ранку»                      | Чін А  |

## Нагороди
| Рік  | Нагорода                                   | Категорія                                                         | Робота                    | Результат | Прим.  |
| ---- | ------------------------------------------ | ----------------------------------------------------------------- | ------------------------- | --------- | ------ |
| 2005 | 24-та Премія MBC драма                     | Краща нова акторка                                                | «Сестри моря»             | Номінація |        |
| 2006 | 20-та Премія KBS драма                     | Краща нова акторка                                                | «Чисті серцем»            | Перемога  | [ 11 ] |
| 2007 | 26-та Премія MBC драма                     | Золота акторська нагорода (акторкам серіалу)                      | «Будь на моєму боці»      | Перемога  |        |
| 2008 | 22-га Премія KBS драма                     | Нагорода за майстерність (акторка серіалу)                        | «Великий король Седжон»   | Перемога  | [ 12 ] |
| 2008 | 22-га Премія KBS драма                     | Нагорода за майстерність (акторка одноактної / спеціальної драми) | «Весна, весна, весна»     | Номінація | [ 12 ] |
| 2011 | 19-та Премія Корейської культури та розваг | Краща акторка                                                     | «Пари»                    | Перемога  | [ 13 ] |
| 2011 | 4-та Премія корейської драми               | Краща акторка другого плану                                       | «Одержимі мрією»          | Номінація |        |
| 2011 | 25-та Премія KBS драма                     | Краща акторка другого плану                                       | «Одержимі мрією»          | Перемога  | [ 14 ] |
| 2012 | 1-ша Премія зірок К-драми                  | Акторська нагорода (акторки)                                      | «Друге серце короля»      | Номінація |        |
| 2012 | 31-ша Премія MBC драма                     | Нагорода за майстерність (акторка мінісеріалу)                    | «Друге серце короля»      | Перемога  | [ 15 ] |
| 2012 | 20-та Премія SBS драма                     | Нагорода за майстерність (акторка спеціальної драми)              | «Великий провидець»       | Номінація |        |
| 2013 | 27-ма Премія KBS драма                     | Нагорода за майстерність (акторка серіалу)                        | «Родина Ван»              | Номінація |        |
| 2013 | 27-ма Премія KBS драма                     | Краща пара (разом з Ха Чу Ваном)                                  | «Родина Ван»              | Номінація |        |
| 2017 | 36-та Премія MBC драма                     | Нагорода за високу майстерність (акторка щоденної драми)          | «Людина, яка дарує щастя» | Номінація |        |